# Mighty Joe Young
Mighty Joe Young – amerykański film z 1949 roku w reżyserii Ernesta B. Schoedsacka.

## Obsada
- Terry Moore jako Jill Young
- Lora Lee Michel jako Young Jill
- Ben Johnson jakos Gregg
- Robert Armstrong jako Max O'Hara
- Frank McHugh jako Windy
- Douglas Fowley jako Jones
- Denis Green jako Crawford
- Regis Toomey jako John Young
- Paul Guilfoyle jako Smith
- Nestor Paiva jako Brown
- James Flavin jako Schultz
- Primo Carnera jako on sam
- William Schallert jako pracownik stacji benzynowej (niewymieniony w czołówce)
- Ellen Corby jako pielęgniarka w sierocińcu